# Tetropina fulgescens
Tetropina fulgescens és una espècie d'insecte plecòpter pertanyent a la família dels pèrlids que es troba a Malèsia: Borneo.